# Szanaai nemzetközi repülőtér
A Szanaai  nemzetközi repülőtér (IATA: SAH, ICAO: OYSN) Jemen egyik nemzetközi repülőtere, amely Szanaa közelében található. 

## Futópályák
A repülőtér futópályái:
- 18/36

## Forgalom
Az utasforgalom az elmúlt években az alábbi módon változott: